# Ciclista Lima Association
El Club Ciclista Lima Association és un club peruà de futbol de la ciutat de Lima.

## Història
Fou fundat el 22 de desembre de 1896. És el club en actiu més antic del futbol peruà, el segon després del Lima Cricket and Football Club, destacà principalment a l'època de l'amateurisme. El seu primer nom fou Unión Ciclista Peruana, dedicat inicialment al ciclisme i al beisbol. L'any 1917 es fusionà amb l'Association Fútbol Club (fundat el 1897) iniciant-se en la pràctica del futbol.
L'any 1993 es fusionà amb el club Defensor Kiwi, participant en la segona divisió amb el nom de Defensor Kiwi Ciclista Lima.

## Palmarès
- Segona divisió peruana de futbol:
  - 1946, 1949, 1993